# 联邦高地 (科罗拉多州)
联邦高地（英語：Federal Heights）是美国科罗拉多州亚当斯县下属的一座城市。建市于1940年5月19日，面积大约为1.778平方英里（4.605平方公里）。根据2010年美国人口普查，该市有人口11,467人。2011年估计该市有人口11,724人，相比2010年人口增长率为2.24%。同时，论人口该市是科罗拉多州第40大城市。